# Isaia Antonovici
Isaia Antonovici (în sârbocroată Isaija Antonović, cu caractere chirilice: Исаија Антоновић; n. 1696, Buda, Monarhia Habsburgică – d. 22 ianuarie 1749, Viena, Monarhia Habsburgică) a fost un cleric ortodox sârb, care a îndeplinit funcțiile de episcop al Episcopiei Aradului (1731-1748) și mitropolit de Belgrad-Carloviț (1748-1749).